# Aldred Lumley, X conte di Scarbrough
Aldred Frederick George Beresford Lumley, X conte di Scarbrough (16 novembre 1857 – 4 marzo 1945) è stato un generale inglese.

## Biografia
Era il figlio di Richard Lumley, IX conte di Scarbrough, e di sua moglie, Frederica Mary Adeliza Drummond. Studiò all'Eton College.

## Carriera
All'inizio del febbraio 1900 venne nominato comandante in seconda di un battaglione dell'Imperial Yeomanry, con il grado temporaneo di maggiore. Il suo battaglione prestò servizio nella seconda guerra boera, e nello stesso anno venne trasferito nei 7° Ussari, nei Yorkshire Dragoons e nei Yorkshire Mounted Brigade durante la guerra. Dopo il suo ritorno nel Regno Unito, è diventato un aiutante di campo di Edoardo VII nel 1902. È stato direttore generale delle forze territoriali fino al suo pensionamento nel 1921.

## Matrimonio
Sposò, l'8 aprile 1899, Lucy Scarbrough Cecilia Dunn-Gardner (?-24 novembre 1931), figlia di Cecil Gardner e vedova di Robert Ashton, dalla quale ebbe due figli. La coppia ebbe una figlia:
- Lady Serena Mary Barbara Lumley (30 marzo 1901-26 ottobre 2000), sposò Robert James, ebbero due figlie.

## Morte
Morì il 4 marzo 1945, all'età di 87 anni.

## Ascendenza
|                                           |                              |                                     | Genitori                                  |  |  | Nonni |  |  | Bisnonni            |  |  | Trisnonni                                             |  |
|                                           |                              |                                     |                                           |  |  |       |  |  | 8. Frederick Lumley |  |  | 16. Richard Lumley-Saunderson, IV conte di Scarbrough |  |
|                                           |                              |                                     |                                           |  |  |       |  |  | 8. Frederick Lumley |  |  | 16. Richard Lumley-Saunderson, IV conte di Scarbrough |  |
|                                           |                              | 17. Barbara Savile                  |                                           |  |  |       |  |  | 8. Frederick Lumley |  |  |                                                       |  |
| 4. Frederick Lumley-Savile                |                              |                                     |                                           |  |  |       |  |  | 8. Frederick Lumley |  |  |                                                       |  |
|                                           |                              | 9. Harriet Anne Boddington          | 18. John Boddington                       |  |  |       |  |  |                     |  |  |                                                       |  |
|                                           |                              | 9. Harriet Anne Boddington          | 18. John Boddington                       |  |  |       |  |  |                     |  |  |                                                       |  |
|                                           |                              | 9. Harriet Anne Boddington          | 19. Anne West                             |  |  |       |  |  |                     |  |  |                                                       |  |
| 2. Richard Lumley, IX conte di Scarbrough |                              | 9. Harriet Anne Boddington          |                                           |  |  |       |  |  |                     |  |  |                                                       |  |
|                                           |                              | 10. George Beresford                | 20. John Beresford                        |  |  |       |  |  |                     |  |  |                                                       |  |
|                                           |                              | 10. George Beresford                | 20. John Beresford                        |  |  |       |  |  |                     |  |  |                                                       |  |
|                                           |                              | 10. George Beresford                | 21. Anne Constantia de Ligondes           |  |  |       |  |  |                     |  |  |                                                       |  |
| 5. Charlotte Mary Beresford               |                              | 10. George Beresford                |                                           |  |  |       |  |  |                     |  |  |                                                       |  |
|                                           |                              | 11. Frances Bushe                   | 22. Gervase Parker Bushe                  |  |  |       |  |  |                     |  |  |                                                       |  |
|                                           |                              | 11. Frances Bushe                   | 22. Gervase Parker Bushe                  |  |  |       |  |  |                     |  |  |                                                       |  |
|                                           |                              | 11. Frances Bushe                   | 23. Mary Grattan                          |  |  |       |  |  |                     |  |  |                                                       |  |
| 1. Aldred Lumley, X conte di Scarbrough   |                              | 11. Frances Bushe                   |                                           |  |  |       |  |  |                     |  |  |                                                       |  |
|                                           | 12. Andrew Berkeley Drummond | 24. Robert Drummond                 |                                           |  |  |       |  |  |                     |  |  |                                                       |  |
|                                           | 12. Andrew Berkeley Drummond | 24. Robert Drummond                 |                                           |  |  |       |  |  |                     |  |  |                                                       |  |
|                                           | 12. Andrew Berkeley Drummond | 25. Winifred Mary Thompson          |                                           |  |  |       |  |  |                     |  |  |                                                       |  |
| 6. Andrew Drummond                        | 12. Andrew Berkeley Drummond |                                     |                                           |  |  |       |  |  |                     |  |  |                                                       |  |
|                                           |                              | 13. Mary Perceval                   | 26. John Perceval, II conte di Egmont     |  |  |       |  |  |                     |  |  |                                                       |  |
|                                           |                              | 13. Mary Perceval                   | 26. John Perceval, II conte di Egmont     |  |  |       |  |  |                     |  |  |                                                       |  |
|                                           |                              | 13. Mary Perceval                   | 27. Catherine Compton, baronessa Arden    |  |  |       |  |  |                     |  |  |                                                       |  |
| 3. Frederica Drummond                     |                              | 13. Mary Perceval                   |                                           |  |  |       |  |  |                     |  |  |                                                       |  |
|                                           |                              | 14. John Manners, V duca di Rutland | 28. Charles Manners, IV duca di Rutland   |  |  |       |  |  |                     |  |  |                                                       |  |
|                                           |                              | 14. John Manners, V duca di Rutland | 28. Charles Manners, IV duca di Rutland   |  |  |       |  |  |                     |  |  |                                                       |  |
|                                           |                              | 14. John Manners, V duca di Rutland | 29. Mary Somerset                         |  |  |       |  |  |                     |  |  |                                                       |  |
| 7. Elizabeth Frederica Manners            |                              | 14. John Manners, V duca di Rutland |                                           |  |  |       |  |  |                     |  |  |                                                       |  |
|                                           |                              | 15. Elizabeth Howard                | 30. Frederick Howard, V conte di Carlisle |  |  |       |  |  |                     |  |  |                                                       |  |
|                                           |                              | 15. Elizabeth Howard                | 30. Frederick Howard, V conte di Carlisle |  |  |       |  |  |                     |  |  |                                                       |  |
|                                           |                              | 15. Elizabeth Howard                | 31. Margaret Leveson-Gower                |  |  |       |  |  |                     |  |  |                                                       |  |
|                                           |                              | 15. Elizabeth Howard                |                                           |  |  |       |  |  |                     |  |  |                                                       |  |